# Columbia Symphony Orchestra
Le Columbia Symphony Orchestra est un orchestre fondé par le label de musique classique Columbia Records.
Bruno Walter enregistre avec cet orchestre de célèbres interprétations de symphonies de Beethoven, Brahms, Mozart et Mahler. C'est également avec cet orchestre qu'Igor Stravinsky enregistre une grande partie de son œuvre dans les années 1960.